# Płomiennica topolowa
Płomiennica topolowa (Flammulina populicola Redhead & R.H. Peterse) – gatunek grzybów z rodziny obrzękowcowatych (Physalacriaceae).

## Systematyka i nazewnictwo
Pozycja w klasyfikacji według Index Fungorum: Flammulina, Physalacriaceae, Agaricales, Agaricomycetidae, Agaricomycetes, Agaricomycotina, Basidiomycota, Fungi.
Po raz pierwszy takson ten opisali w 1999 r. Scott Alan Redhead i R.H. Peterse na martwym drewnie topoli osiki w USA. Polską nazwę podaje internetowy atlas grzybów. Jest tłumaczeniem nazwy łacińskiej.

## Morfologia
Kapelusz
Średnica 1–7 cm, kształt początkowo wypukły, potem przechodzący w szeroko wypukły, na koniec w płaski, w stanie wilgotnym lepki. Powierzchnia naga, pomarańczowobrązowa do żółtawobrązowej.
Blaszki
Przyrośnięte, gęste lub średnio gęste, białawe do bladożółtych.
Trzon
Wysokość 20–50 mm, grubość 3–5 mm, walcowaty lub poszerzający się ku podstawie, pełny. Powierzchnia w młodym wieku bladożółta do żółtawobrązowej lub pomarańczowobrązowej, w miarę dojrzewania pokrywa się ciemnym, brązowym do rdzawobrązowego lub czarniawym, aksamitnym nalotem zarodników.
Miąższ
Cienki, o barwie od białej do żółtawej, bez wyraźnego zapachu i smaku.
Cechy mikroskopowe
Zarodniki 6–7,5 × 4,5–5 µm, gładkie, eliptyczne, nienamyloidalne. Pleurocystyd brak. Cheilocystydy rzadkie, maczugowate lub wybrzuszone, cienkościenne; 40–50 × 10–15 µm. Skórka kapelusza typu ixotrichoderma z rozgałęzionymi, cylindrycznymi iksohyfidami ze sprzążkami, które w KOH zmieniają barwę na czerwonawobrązowe. Ich końcowe elementy mają kształt maczugowaty lub prawie maczugowaty. Pileocystydy sporadycznie, napęczniałe lub wrzecionowate.
Gatunki podobne
Podobna jest płomiennica zimowa (Flammulina velutipes), ale jest kilka różniących je cech:
- płomiennica topolowa rośnie na drewnie topoli, płomiennica zimowa na drewnie różnych innych twardych gatunków drewna;
- ma krótsze i szersze zarodniki o wymiarach 6–7,5 × 4–5,5 µm (w porównaniu z 6–9 × 3,5–4 µm dla płomiennicy zimowej);
- iksohyfidy płomiennicy topolowej są napęczniałe i maczugowate, u płomiennicy zimowej są cienkie i cylindryczne[3].

## Występowanie i siedlisko
Podano stanowiska płomiennicy topolowej w Ameryce Północnej, Europie i azjatyckich terenach Rosji. Brak tego gatunku w opracowanym w 2003 r. przez Władysława Wojewodę wykazie wielkoowocnikowych grzybów podstawkowych Polski, po raz pierwszy jego stanowisko w Polsce podał B. Gierczyk w 2020 r. Aktualne stanowiska podaje także internetowy atlas grzybów. Znajduje się w nim na liście gatunków zagrożonych i wartych objęcia ochroną.
Nadrzewny grzyb saprotroficzny i słaby pasożyt. Rozwija się na martwych pniakach, kłodach, korzeniach, ale także na żywym drewnie topoli. Notowany na topoli osice i topoli wąskolistnej. Owocniki pojawiają się od lata do jesieni pojedynczo lub po kilka w rozproszeniu, ale najczęściej kępkami. Często sprawia wrażenie grzyba naziemnego, ale w rzeczywistości rozwija się na podziemnych korzeniach drzew.